# Jacques Tissinier
Jacques Tissinier est un peintre et sculpteur né le 23 juillet 1936 à Molandier (Aude) et mort le 15 juin 2018 dans le 19e arrondissement de Paris,.

## Biographie
Jacques Tissinier est élève de 1957 à 1960 à l'école des beaux-arts de Toulouse, où il passe une licence d'histoire de l'Art[réf. nécessaire]. 
En 1961, il est admis dans l'atelier de Marcel Gromaire à l'École nationale supérieure des arts décoratifs de Paris. Puis il est élève de l'École des beaux-arts de Paris de 1962 à 1963. Il concourt, sans succès, au prix de Rome de peinture en 1963, mais devient pensionnaire à la Casa de Velázquez de Madrid en 1964[réf. nécessaire].
Il est lauréat de la Fondation de la Vocation en 1982[réf. nécessaire].
On lui confie une mission de conseiller artistique sur l'aménagement du parc de la Villette, les Folies, à Paris en 1985[réf. nécessaire].

## Principales expositions collectives
- Exposition de la collection Prisunic, mobilier de plein air, 1972[réf. nécessaire].
- « Artistes Artisans », musée des Arts décoratifs de Paris, 1975[réf. nécessaire].
- Biennale des Arts de la rue, parvis de la Défense, Paris. 1978[réf. nécessaire].
- Biennales, Salons de mai, Salons de la jeune peinture, Salons des réalités nouvelles[réf. nécessaire].

## Principales réalisations urbaines
- Les Abattoirs de Pamiers, 1968. Première œuvre murale signalétique en laque de l'industrie automobile[réf. nécessaire].
- Les abribus de Port Barcarès, en acier émaillé au four, 1969[réf. nécessaire].
- Monument aux morts, 1977, mémorial à la Résistance, sculpture autoroutière sur l'aire du Maillé de l'A10, entre Tours et Châtellerault[3].
- Bibliothèque centrale de prêt de l'Ariège, Foix, 1989[réf. nécessaire].
- Place de la République de Pamiers, fontaine, 1989 (détruite en 2013)[4].
- Les Mariaks de Mauléon ou le rond-point de l'Europe, 1989, inauguré par Jacques Delors[réf. nécessaire].
- Les Chevaliers cathares, 1980, autoroute des deux mers, aire de repos de Narbonne[réf. nécessaire].
- Tissignalisation des Télécoms, Toulouse, 1991[réf. nécessaire].
- Design miroir du siècle, Grand Palais à Paris, 1993[réf. nécessaire].
- Réhabilitation chromatique des entrepôts Sika, Le Bourget, 1995[réf. nécessaire].
- Mur anti-bruit sur le périmètre des usines Sika, Le Bourget, 1996[réf. nécessaire].
- Météor ligne 14, RATP. Tissignalisation des stations Pyramides et Madeleine, 1997[réf. nécessaire].
- Création des Crayons libertaires, sémaphores. CES Papus à Toulouse, 1972. CES Jean Moulin à Aubervilliers, 1973. Centre Pompidou, 1977. Pont neuf de Toulouse, 1983. Parc de la Villette, 1988. Parvis du Centre Leclerc de Pau, 1989[réf. nécessaire].
- Projet de l'Améridian Monument Valley, musée sur la mémoire indienne, Arizona, 1980[réf. nécessaire].
- Les affiches de mai, École des beaux-arts de Paris, 1968[réf. nécessaire].

## Publication
- De la peinture à la signalétique, 1968[réf. nécessaire].